# La Grallera
La Grallera és una vila avui desapareguda de la comarca del Segrià, ubicada geogràficament a cavall entre els termes municipals de Torrefarrera, Torre-serona i Benavent de Segrià (Segrià), declarat Bé cultural d'interès nacional.

## Geografia
Situada a 222,6 metres d'altitud sobre el nivell del mar, domina gran part de les partides veïnes.
Pertany administrativament al municipi de Torrefarrera, i limita:
- A l'Oest amb el lloc de Clot del Bou.
- Al Sud amb el lloc d'Ull Roig (Ullroig).
- A l'Est amb el terme municipal de Torre-serona.
- Al Nord amb el terme municipal de Benavent de Segrià.

## Origen i Història
L'origen toponímic fa referència a un lloc on habitualment fan el niu les gralles. La Torre Grallera té origen sarraí.
Esmentada com a torre per primer cop el 1150, fou donada a Guillem de Benavent, i passà aviat als Torroja
El 1177 és documentat
 que Ramon de Torroja i la seva esposa Gaia empenyen dita torre als templers, com a garantia de 150 morabatins.
El 1192 s'esmenten cases “in castellum et villam que vocatur Gralleram in Segriano”. Passà a altres mans i el 1225 Arnau de Cladells la donà a l'Església de Lleida.
El 1283 fou venut amb Benavent i el seu castell pels marmessors de Bernat de Tarassona a Bernat Boixó i el 1358 consta dins les propietats del prior hospitaler de Sant Joan de Jerusalem.
Cap al 1200, consta que hi vivien unes 19 famílies, existint-hi al voltant de 27 habitatges. En particular, es conserva el fogatge de 1214 amb els establiments concedits pel Temple. Aquesta és la relació d'habitatges i habitants:
Mitja parellada de R. Bonet i els seus:
P. de Careu, A de Lordà i R. Moliner.
Mitja parellada de P. Mur:
G. Pastor, G de Media i Maria d'en P. Mur.
Heretat de n'Oliver:
P. Vidal, R. Feruç, A. de Torres, La Casa de Gardeny, P. Traguarn, P. Montaner, R. Pallarès i Marquesa.
El diumenge que fou d'en R. de Torroja:
R. de Zaporta, G. de Zaporta, D. d'Ivars, P. d'Ivartz, B. d'Ivarts i Ferrer d'Algayra.
L'heretat que fou d'en Montanyana:
Casa de Gardeny, Los Çabaters de Pereris, Capellà de Gardeny, J. de Caldas, A. de Media, B. Malet, P. Carreu, P. i R. de Zaporta, P. de Zagraló, Maria d'Albesa, P. Cellart i A. de Zaporta.
La mitja heretat que fou d'en G. Gilbert i de M. de Prats:
Casa de Gardeny, A. Rufo, A. Negre, Berthomeu d'Entenza i A. Dez Talladell.
Les. V. Cafissades que foren de na Joaneta:
D., P. i B. d'Ivartz, P. de Careu, R. i G. de Za Porta i Corretger.
L'heretat de J. de Quadrells i d'en P. Eneg:
B. Conill, G. Eneg, Stevana, P. na Marquesa, Mateu, fill de J. Eneg, R. Salid, Pedro Aragonés, Bartomeu d'Entenza i R. de Zaporta.
Boxals:
R. d'Orcad, Giliet i P. Celart.
En aquesta època sabem que la vila disposava d'una petita fortalesa amb murs de defensa amb porta. Era per tant vila i torre.
També sabem que en aquesta època disposava 75,5 hectàrees de superfície conreada, totes elles de regadiu gràcies a l'antiga séquia àrab coneguda com lo braçal sobirà.
A la vila hi havia dos molins d'oli establerts pels templers l'any 1251 a Bernat de Belforat, a cens de 35 sous jaquesos pagadors per Nadal.
Degut en gran part a la gran crisi demogràfica que assolà el Segrià el Segle XIII, La Grallera ja era lloc despoblat el 1377.
En moltes ocasions apareix citat Castell Bernat com pertanyent al terme de la Grallera. En un document de 1239 hom hi pot llegir"castro Bernardo de Segriano in termino de la Grallera".
L'any 1767 es feia constar que: " La Grallera és terme rural de Torre Ferrera, de la qual és batlle Anton Teixidor, pagès de Torrefarrera" i el 1793 que: "En este término que es ronech y del dicho Corregimiento de Lerida sin ninguna casa ni edificio tiene el Señor Gran Prior jurisdicción civil i criminal".

## La Grallera en l'actualitat
Avui La Grallera és un lloc del terme municipal de Torrefarrera, i encara hom hi pot observar vestigis de l'antiga vila. Alguns murs i restes de sitges i ceràmica en són testimonis. S'hi arriba molt senzillament seguint el camí que mena de Torrefarrera a Benavent de Segrià, perquè és als peus de dit camí i senyalitzat suficientment.
Les restes resulten sorprenents en observar-les, car veient-se desproveïdes de les pedres tallades les quals se suposen sostretes i aprofitades en altres construccions, hom hi troba una única roca gegant tallada a l'ús. Una roca de tal mida és única a la rodalia a gran distància.
Aquesta roca és un gran bloc de pedra sorrenca d'11 metres de llargada per 9 metres d'amplada, i 3 metres d'alçada. Constitueix les restes d'una antiga construcció que dataria entre els segles xii i xiii. Pels elements documentals en la part superior del gran paral·lelepípede, entre ells una cisterna amb sobreeixidor, una porta i uns graons, tot fa pensar que es tracta d'un habitatge medieval. Segons les fonts orals al voltant d'aquesta construcció hi havia sitges excavades a terra que en cas del mateix moment de l'habitatge podrien servir per emmagatzemar cereal. També al voltant de la construcció hi hauria altres habitatges avui desapareguts.